# Kasey Peters
Kasey Peters (Newport Beach, 20 de mayo de 1987) es un ex jugador estadounidense de fútbol americano que se desempeñaba como mariscal de campo. Jugó fútbol americano universitario en Saddleback, Santa Ana, Grand Valley State y Rocky Mountain. Fue miembro de Tri-Cities Fever, New Mexico Stars, West Texas Wildcatters, Duke City Gladiators, Las Vegas Outlaws, New Orleans VooDoo, Portland Steel y Monterrey Steel.
Peters jugó por última vez para Fundidores LFA de la Liga de Fútbol Americano Profesional de México.

## Primeros años
Peters jugó fútbol americano en la escuela secundaria de Newport Harbor High School en Newport Beach, California. Lanzó para 13 touchdowns y 2 intercepciones en el año júnior en 2003 antes de sufrir una fractura de clavícula que terminó con la temporada en el séptimo juego de la temporada. Completó 156 de 274 pases para 2,140 yardas y 23 touchdowns en su último año en 2004 mientras ayudaba a Newport Harbor a avanzar al juego de campeonato de la División VI de la Sección Sur de la Federación Interescolar de California (CIF), donde perdieron ante Orange Lutheran High School por una puntuación de 35 6. En 2004, ganó los honores All-CIF, Sea View League Jugador Ofensivo del Año y Primer Equipo All-Sea View. Lanzó para totales de carrera de 3,700 yardas, 39 touchdowns y nueve intercepciones en Newport Harbor High. Tenía un récord de 17-3-1 como titular.

## Carrera universitaria
Peters jugó fútbol americano universitario para los Saddleback Gauchos de Saddleback College en 2005. Se rompió el antebrazo derecho en el primer cuarto del cuarto juego y se perdió el resto de la temporada.
Se trasladó para jugar con los Santa Ana College Dons en 2006. Peters estableció récords escolares de una temporada en pases completos con 203, intentos de pase con 363, yardas por pase con 2,588 y touchdowns por pase con 25. Lanzó once intercepciones. También ganó la Mención de Honor de JC Grid-Wire All-American y el reconocimiento de la División Nacional de la Conferencia de Fútbol de Misión del Segundo Equipo. Peters llevó a los Dons a un récord de 7-4 y un puesto en el Western States Bowl.
En la clase de 2007, fue calificado como un recluta de dos estrellas por Rivals.com y un recluta de tres estrellas por Scout.com. También fue calificado como el mariscal de campo de la universidad júnior número 18 en el país por Scout.com. Fue camiseta roja de los Grand Valley State Lakers de la Grand Valley State University en 2007.
Se trasladó para jugar para Rocky Mountain Battlin 'Bears del Rocky Mountain College en 2008. Completó 322 de 516 pases para 3,541 yardas, 27 touchdowns y 13 intercepciones, mientras que también corrió para 40 yardas y 1 touchdown en 2008, ganando los honores del Segundo Equipo All-Frontier. Peters lideró la Conferencia Frontier en ofensiva total con 3,581 yardas y ofensiva total por juego con 325.5 yardas en 2008. Completó 383 de 588 pases para 4,160 yardas, 31 touchdowns y 6 intercepciones, mientras que también corrió para 278 yardas y 2 touchdowns en 2009, ganando los honores All-American de First Team All-Frontier y CollegeFanz Sports Network NAIA Honorable Mention All-American.
Compartió los honores de Jugador Co-Ofensivo del Año de la Conferencia Frontier con el mariscal de campo del Este de Oregón, Chris Ware. Peters lideró la Conferencia Frontier con 4.438 yardas de ofensiva total y la NAIA con 403.5 yardas de ofensiva total por juego en 2009. Fue nombrado Jugador Ofensivo de la Semana de la NAIA por la Semana 7 de la temporada 2009 después de completar 40 de 47 pases para 471 yardas y 6 touchdowns mientras también anotaba un touchdown por tierra en la victoria 52-27 contra Montana State – Northern. Tras la apelación, se le concedió otro año de elegibilidad, pero tendría que quedarse fuera de los primeros tres juegos de la temporada 2010. Completó 177 de 274 pases para 2,330 yardas, 22 touchdowns y 7 intercepciones, mientras que también corrió para 390 yardas y 3 touchdowns en 2010, ganando el primer equipo All-Frontier y Victory Sports Network NAIA Honorable Mention All-American. Compartió los honores de Jugador Co-Ofensivo del Año de la Conferencia Frontier con el mariscal de campo de Carroll, Gary Wagner. Peters estableció récords escolares desde entonces batidos en yardas aéreas y yardas de ofensiva total con 10,031 y 10,739, respectivamente. Anotó 86 touchdowns totales en Rocky Mountain y fue el tercer mariscal de campo en la historia de la Conferencia Frontier en registrar 10,000 yardas de ofensiva total. Jugó en el Victory Sports Network Senior Classic en abril de 2011.

## Carrera profesional
Peters fue calificado como el 63.er mejor mariscal de campo en el Draft de la NFL 2011 por NFLDraftScout.com.

### Tri-Cities Fever
Peters fue firmado por Tri-Cities Fever de la Liga de Fútbol Sala (IFL) en diciembre de 2011. Jugó en 5 juegos durante la temporada 2012, completando 8 de 11 pases para 31 yardas y 1 touchdown como reserva de Houston Lillard. En 2013, se convirtió en el titular de los Fever después de la partida de Lillard. Peters inició los primeros cinco juegos de la temporada 2013, completando 76 de 151 pases para 690 yardas, 12 touchdowns y 8 intercepciones. También corrió para 43 yardas y 1 touchdown. Acumuló un récord de 1-4 con las Fever y fue liberado por el equipo el 8 de abril de 2013, después de tres derrotas consecutivas.

### New Mexico Stars
Peters firmó con las New Mexico Stars de la Lone Star Football League (LSFL) en abril de 2013. Lanzó para 1,973 yardas, 49 touchdowns y tres intercepciones en siete juegos. Compartió los honores de Jugador Más Valioso Co-Ofensivo de LSFL con el mariscal de campo de Amarillo Venom, Nate Davis. Peters ganó los honores de Jugador Ofensivo de la Semana de LSFL durante la última semana de la temporada regular después de completar 19 de 22 pases para 336 yardas, un récord de LSFL de 12 touchdowns y 1 intercepción cuando los Stars vencieron a los San Angelo Bandits por una puntuación de 89– 42. Los Stars terminaron la temporada con un récord de 6-6 y ganaron un puesto en los playoffs. Peters completó 27 de 48 pases para 339 yardas y 7 touchdowns en el juego de playoffs de los Stars, una derrota 61-56 ante las Laredo Rattlesnakes. En agosto de 2013, se informó que Peters había sido invitado a una prueba solo por invitación con los Iowa Barnstormers de la Arena Football League (AFL) en octubre de 2013.

### West Texas Wildcatters
En 2013, Peters firmó con los West Texas Wildcatters de la LSFL para la temporada 2014. Sufrió una lesión en el tendón de Aquiles que puso fin a la temporada al principio de la temporada.

### New Mexico Stars
Peters firmó con el Fútbol Sala de las Estrellas de Campeones de Nuevo México (CIF) para la temporada 2015. Sin embargo, los Stars cerraron sus operaciones antes del inicio de la temporada.

### Duke City Gladiators
Después de que los Stars cerraron sus operaciones, Peters firmó con los Gladiadores de Duke City del CIF. Jugó en 8 juegos para los Gladiators durante la temporada 2015, completando 164 de 303 pases para 1,918 yardas, 34 touchdowns y 8 intercepciones. También corrió para un touchdown. Peters lideró al CIF en yardas aéreas por juego con 239.8 y ofensiva total por juego con 238.2 yardas. Fue nombrado Jugador Ofensivo de la Semana de la CIF por la Semana 12 después de completar 31 de 45 pases para 390 yardas y 8 touchdowns en una derrota de 89-86 en tiempo extra ante el Amarillo Venom el 16 de mayo. También anotó un touchdown por tierra contra el Venom.

### Las Vegas Outlaws
Peters fue asignado a Las Vegas Outlaws de la AFL el 26 de junio de 2015. Relevó al abridor Dennis Havrilla el 11 de julio de 2015 contra los Arizona Rattlers, completando cinco de doce pases para 41 yardas con dos intercepciones. Fue colocado en reasignación revocable el 14 de julio de 2015.

### New Orleans VooDoo
Peters fue asignado al New Orleans VooDoo de la AFL el 28 de julio de 2015.

### Portland Steel
Peters fue asignado a Portland Steel de la AFL el 11 de marzo de 2016. Relevó al abridor Danny Southwick en el último cuarto de la derrota del equipo en la Semana 1 ante los Arizona Rattlers, completando cuatro de quince pases para 52 yardas y un touchdown. Hizo su primera apertura en la AFL en su carrera el 30 de abril de 2016, completando 23 de 49 pases para 245 yardas y tres touchdowns con una intercepción en una derrota 68-21 ante los Rattlers. El Steel le asignó una reasignación el 12 de mayo de 2016.

### Duke City Gladiators
El 26 de mayo de 2016, Peters firmó con los Duke City Gladiators. Jugó en un juego para los Gladiators durante la temporada 2016, completando 21 de 28 pases para 302 yardas, siete touchdowns y dos intercepciones.

### Monterrey Steel
Peters firmó con el Monterrey Steel de la National Arena League (NAL) el 17 de enero de 2017. Jugó en 6 juegos para el Steel, completando 59 de 117 pases para 632 yardas, 14 touchdowns y 5 intercepciones. También anotó un touchdown por tierra. Fue puesto en libertad por Steel el 3 de junio de 2017.

### Monterrey Fundidores
En febrero de 2019, Peters fue fichado por Fundidores Monterrey de la Liga de Fútbol Americano Profesional (LFA).

### Estadísticas de AFL
| Año                 | Equipo              | Pases | Pases | Pases | Pases | Pases | Pases | Pases | Carreras | Carreras | Carreras |
| Año                 | Equipo              | Cmp   | Att   | Pct   | Yds   | TD    | Int   | Rtg   | Att      | Yds      | TD       |
| ------------------- | ------------------- | ----- | ----- | ----- | ----- | ----- | ----- | ----- | -------- | -------- | -------- |
| 2015                | Las Vegas           | 5     | 12    | 41,7  | 41    | 0     | 2     | 11.46 | 0        | 0        | 0        |
| 2016                | Portland            | 27    | 64    | 42,2  | 297   | 4     | 1     | 65,69 | 3        | 6        | 0        |
| Carrera profesional | Carrera profesional | 32    | 76    | 42,1  | 338   | 4     | 3     | 52,41 | 3        | 6        | 0        |

Estadísticas de ArenaFan.

## Vida personal
Después de una gira por nueve ciudades en ocho años, Peters se retiró de la AFL en 2019 y actualmente vive en Cancún, México.